# Các bảng xếp hạng Billboard
Các bảng xếp hạng Billboard sắp thứ tự hàng tuần mức độ phổ biến của các bài hát và album ở Mỹ. Kết quả được xuất bản trên tạp chí âm nhạc Billboard. Hai bảng xếp hạng quan trọng nhất là Billboard Hot 100 (top 100 đĩa đơn) và Billboard 200 (top 200 album); ngoài ra có rất nhiều bảng xếp hạng khác theo thể loại nhạc như R&B, rock, đồng quê,… hoặc theo các tiêu chí khác. Các bảng xếp hạng lấy doanh số bán đĩa vật lý, số lượt tải về & phát trực tuyến trên các nền tảng số, tần suất phát trên sóng radio làm cơ sở cho việc xếp hạng.
Ngày 4 tháng 1 năm 1936, tạp chí Billboard phát hành hit parade âm nhạc dầu tiên. Bảng xếp hạng đầu tiên được tính toán vào tháng 7 năm 1940. Nhiều bảng xếp hạng bài hát đã được thành lập sau đó và chúng cuối cùng được thống nhất vào Hot 100 vào giữa năm 1958. Hot 100 hiện tại chứa cả doanh số đĩa đơn, download và tần suất phát trên sóng radio.

## Cách tính toán của các bảng xếp hạng
Hiện tại, Billboard sử dụng một hệ thống có tên Nielsen SoundScan để theo dõi doanh số đĩa đơn, album, video và DVD. Bản chất nó là một hệ thống đăng ký doanh thu khi các sản phẩm trên được bán từ các cửa hàng có tích hợp SoundScan. Billboard cũng dùng một hệ thống gọi là Broadcast Data Systems (BDS) mà họ dùng như một hệ thống phụ, để theo dõi phát thanh radio. Mỗi bài hát có một "dấu tay acoustic" đặc biệt mà khi bài hát đó được chơi trên trạm phát thanh kết giao sử dụng BDS, hệ thống sẽ phát hiện. Những phát hiện này được thêm vào hàng tuần từ tất cả trạm truyền thành để xác định tần suất phát thanh.
Trong nhiều năm, một bài hát phải phát hành thương mại dưới dạng đĩa đơn để được nằm trong bất cứ bảng xếp hạng nào của Billboard. Lúc đó, thay vì sử dụng SoundScan hoặc BDS, Billboard thu thập dữ liệu từ các bản báo cáo viết tay điền bởi các trạm phát thanh và cửa hàng. Kỉ niệm năm thứ 50 phát hành của Billboard, trước khi Nielsen SoundScan được sử dụng vào tháng 11 năm 1991, nhiều trạm phát thanh và cửa hàng bán lẻ xóa các bài hát từ các bản báo cáo viết tay sau khi các hãng thu âm ngừng tiến hành quảng cáo cho đĩa đơn đó. Vì vậy, các bài hát lúc đó rơi ra khỏi bảng xếp hạng rất nhanh từ khi đạt được vị trí cao nhất của mình và có số tuần có trong bảng xếp hạng ngắn hơn. Năm 1990, Country Singles Chart là bảng xếp hạng đầu tiên sử dụng SoundScan và BDS. Tiếp đó lần lượt là Hot 100 và R&B Chart năm 1991. Ngày nay, tất cả các bảng xếp hạng của Billboard đều sử dụng SoundScan và DBS.

## Rất nhiều bảng xếp hạng
Hiện tại, Billboard phát hành rất nhiều bảng xếp hạng âm nhạc, nổi tiếng nhất là Hot 100 và Billboard 200. Billboard cũng có các bảng xếp hạng cho các thể loại nhạc sau: rock, đồng quê, dance, bluegrass, jazz, cổ điển, R&B, rap, điện tử, pop, Latin, nhạc Kitô giáo, album hài, và cả nhạc chuông cho điện thoại di động.

## Bài hát

### Tất cả thể loại
| Tên bảng xếp hạng      | Loại                | Số vị trí | Mô tả |
| ---------------------- | ------------------- | --------- | --- |
| Billboard Hot 100      | doanh số + airplay  | 100       | - Bảng xếp hạng danh tiếng nhất, cơ sở ở Mỹ |
| Bubbling Under Hot 100 | doanh số + airplay  | 25        | - Xếp hạng top 25 bài hát dưới #100 chưa xuất hiện trên Hot 100. - Được xem là 25 vị trí phụ của Hot 100. |
| Top Heatseekers        | doanh số + airplay  | 50        | - Xếp hạng các bài hát từ các nghệ sĩ/ban nhạc chưa từng lọt vào top 50 của Hot 100. - Nếu một ca khúc lọt vào top 50, nó và bất kì đĩa đơn nào sau đó của nghệ sĩ đó sẽ không đủ điều kiện lọt vào bảng xếp hạng này. |
| Hot 100 Airplay        | airplay (thính giả) | 75        | - Measures radio airplay audience impressions on all formats of radio stations. - Một trong ba bảng xếp hạng thành phần của Hot 100                                                                                    |
| Hot Singles Sales      | doanh số đĩa        |           | - Một trong ba bảng xếp hạng thành phần của Hot 100 - Không xếp hạng định kì |
| Hot Digital Songs      | doanh số nhạc số    | 75        | - Xếp hạng các ca khúc bán nhạc số chạy nhất - Một trong ba bảng xếp hạng thành phần của Hot 100 - Không xếp hạng định kì                                                                                              |
| Hot Digital Tracks     | doanh số nhạc số    | 75        | - Xếp hạng theo doanh số các ca khúc số với các phiên bản khác nhau của bài hát - Không xếp hạng định kì |

## Album
| Tên bảng xếp hạng              | Số vị trí | Mô tả |
| ------------------------------ | --------- | --- |
| Billboard 200                  | 200       | - Bảng xếp hạng quan trọng nhất, có các album của tất cả thể loại.                                       |
| Top Pop Catalog Albums         | 50        | - Một album trở thành catalog khi nó đã trên 18 tuần và đã rơi xuống dưới vị trí 100 trên Billboard 200. |
| Current Albums                 | 200       | |
| Digital Albums                 |           | |
| Internet Albums                |           | |
| R&B/Hip-Hop Albums             |           | |
| Rap Albums                     |           | |
| Rock Albums                    |           | |
| Hard Rock Albums               |           | |
| Alternative Albums             |           | |
| Folk Albums                    | 15        | |
| Country Albums                 | 75        | |
| Bluegrass Albums               |           | |
| Dance/Electronic Albums        | 25        | |
| Top Latin Albums               |           | |
| Latin Pop Albums               |           | |
| Regional Mexican Albums        |           | |
| Tropical Albums                |           | |
| Latin Rhythmic Albums          |           | |
| Christian Albums               |           | |
| Gospel Albums                  |           | |
| Jazz Albums                    |           | |
| Contemporary Jazz Albums       |           | |
| Traditional Jazz Albums        |           | |
| Blues Albums                   |           | |
| Classical Albums               |           | |
| Classical Crossover Albums     |           | |
| Classical Budget Albums        |           | |
| Classical Midline Albums       |           | |
| Top Holiday Albums             | 50        | |
| Kids Album                     | 15        | |
| Compilation Albums             |           | |
| Cast Albums                    |           | |
| New Age Albums                 |           | |
| Reggae Albums                  |           | |
| World Albums                   |           | - Xếp hạng album âm nhạc bán chạy nhất trên thế giới kể cả các album "catalog"                           |
| Soundtracks                    |           | |
| Heatseekers Albums             | 50        | - Hoạt động giống Top Heatseekers của đĩa đơn                                                            |
| Heatseekers/East North Central |           | |
| Heatseekers/Mountain           |           | |
| Heatseekers/Northeast          |           | |
| Heatseekers/Pacific            |           | |
| Heatseekers/South Atlantic     |           | |
| Heatseekers/South Central      |           | |
| Heatseekers/West North Central |           | |
| Tastemakers                    |           | |
| Independent Albums             | 50        | |
| Canadian Albums                | 25        | |
| European Albums                |           | |

## Bảng xếp hạng cuối năm
Vào cuối mỗi năm, Billboard kiểm lại kết quả của tất cả các bảng xếp hạng của nó, và kết quả được phát hành trong một bảng xếp hạng cuối năm và nghe trên ấm phẩm cuối năm của kênh truyền thanh American Top 40 và American Country Countdown của tạp chí này. Từ 1991 đến 2006, đĩa đơn/album/(các) nghệ sĩ dẫn đầu trong mỗi bảng xếp hạng trên được tặng giải thưởng hàng năm Billboard Music Awards, được tổ chức thường niên vào tháng 11. Giải thưởng bị dừng lại năm 2007 khi tạp chí định chuẩn bị cho một phiên bản mới của giải thưởng này năm 2008 nhưng đã không thực hiện được, và kể từ đó tới nay không có giải thưởng nào tiếp tục được trao. Các bảng xếp hạng cuối năm tính khoảng thời gian từ tuần đầu tiên của tháng 12 của năm trước đến tuần cuối cùng của tháng 11 năm đó.